# نیکون دی۵۱۰۰
نیکون دی۵۱۰۰ (به انگلیسی: Nikon D5100) یک دوربین عکاسی تک‌لنزی بازتابی ساخت شرکت نیکون است.